# Il mal di Montano
Il mal di Montano (El mal de Montano) è un romanzo dello scrittore  catalano di lingua spagnola Enrique Vila-Matas, pubblicato nel 2002.
Il protagonista è uno scrittore malato del mal di Montano, cioè una vera e propria ossessione per il mondo dei libri e per la letteratura in generale.
Viene definito dall'autore stesso «l'itinerario di un moderno Don Chisciotte che combatte contro i numerosi nemici della letteratura».

## Storia editoriale
Nel  2002 il libro ha ottenuto il XX Premio Herralde de Novela (Spagna); nel 2003 il Prix Médicis Etranger, con la traduzione in francese Le Mal de Montano, il Premio Nacional de la Crítica (Spagna) e nel 2006 il Premio Flaiano per la narrativa (Italia).

## Struttura e stile
Il romanzo è diviso in cinque capitoli, e si trova a cavallo tra il diario e il romanzo, il viaggio sentimentale, la finzione e il saggio.

### I. Il mal di Montano
Il narratore è un critico letterario che scrive un diario personale nel quale descrive la sua malattia, il «mal di Montano», cioè l'ossessione per la letteratura. Della stessa malattia ne è afflitto anche il figlio Montano, scrittore che non riesce più a scrivere. Cercando di riuscire a guarire dalla malattia, il narratore si reca in Cile, dove conosce Tongoy (personaggio ispirato all'attore Daniel Emilfork-Berenstein, che Enrique Vila-Matas conosce veramente),che diventerà il suo migliore amico. Successivamente lo troviamo impegnato ad aiutare la compagna Rosa nella realizzazione di un film documentario sull'Isola di Pico nelle Azzorre, Portogallo. Ma il suo male va pian piano peggiorando, e il suo diario va trasformandosi in un romanzo.

### II. Dizionario dal timido amore a la vita
Il narratore confessa che gran parte di ciò che ha detto nel primo capitolo non è vero: suo figlio Montano non esiste, lui non è un critico bensì uno scrittore e Rosa non si occupa di cinema ma è un'agente letteraria. Afferma di firmare i suoi libri con il nome di sua madre, Rosario Girondo, e inizia a fare un vero e proprio elenco di vari scrittori, ad esempio Henri-Frédéric Amiel, Salvador Dalí, André Gide, Witold Gombrowicz, Franz Kafka, Katherine Mansfield, W. Somerset Maugham, Henri Michaux, Cesare Pavese, Fernando Pessoa, Sergio Pitol, Jules Renard, Paul Valéry sottolineando l'importanza dei loro diari. Attraverso questa analisi, il narratore va incarnandosi sempre di più nella letteratura stessa.

### III. Teoria di Budapest
Il narratore realizza una conferenza a Budapest, Ungheria, sul tema del diario personale come nuovo stile narrativo. In questo viaggio viene accompagnato da Rosa e Tongoy, presentati come la donna amata e il fedele amico, ma dei quali inizierà a nutrire dei dubbi: i due, infatti, lo starebbero ingannando, dal momento che hanno una relazione.

### IV. Diario di un uomo ingannato
Il narratore ci racconta una vera e propria fuga mentale, nel quale il protagonista si reincarna in vari personaggi letterari o comunque legati in qualche modo alla letteratura. Nello stesso tempo, il narratore si presenta al lettore invecchiato e solo: dopo la scoperta dell'inganno delle persone a lui più care, egli rimane solo nel mondo, a combattere la sua terribile malattia.

### V. La salvezza dello spirito
È il capitolo finale e anche il più breve. Il narratore assiste ad un congresso letterario sulle Alpi svizzere, vicino a Basilea. Afferma di aver cenato con i morti: scrittori defunti poiché non avevano nessuna ambizione letteraria. Sono quegli scrittori che non hanno diritto ad essere pubblicati, poiché non degni di essere annoverati tra i grandi artisti della storia.

## Edizioni in italiano
- Enrique Vila-Matas, Il mal di Montano, traduzione di Natalia Cancellieri, Milano: Feltrinelli, 2005